# Wil van Heusden
Wil van Heusden  – holenderska brydżystka.

## Wyniki brydżowe

### Zawody światowe
W światowych zawodach zdobyła następujące lokaty:
| Mistrzostwa Świata. Konkurencja par | Mistrzostwa Świata. Konkurencja par | Mistrzostwa Świata. Konkurencja par | Mistrzostwa Świata. Konkurencja par | Mistrzostwa Świata. Konkurencja par | Mistrzostwa Świata. Konkurencja par |
| Rok                                 | Miejsce                             | Zawody                              | Kategoria                           | Partner                             | Pozycja                             |
| ----------------------------------- | ----------------------------------- | ----------------------------------- | ----------------------------------- | ----------------------------------- | ----------------------------------- |
| 1978                                | Nowy Orlean                         | 5 Mistrzostwa Świata                | Kobiety                             | Ria Gerards                         | 14                                  |
| 1978                                | Nowy Orlean                         | 5 Mistrzostwa Świata                | Miksty                              | Maximiliaan Johannes Rebattu        | 17                                  |

### Zawody europejskie
W europejskich zawodach zdobyła następujące lokaty:
| Zawody europejskie. Konkurencja teamów | Zawody europejskie. Konkurencja teamów | Zawody europejskie. Konkurencja teamów | Zawody europejskie. Konkurencja teamów | Zawody europejskie. Konkurencja teamów | Zawody europejskie. Konkurencja teamów |
| Rok                                    | Miejsce                                | Zawody                                 | Kategoria                              | Drużyna                                | Pozycja                                |
| -------------------------------------- | -------------------------------------- | -------------------------------------- | -------------------------------------- | -------------------------------------- | -------------------------------------- |
| 1979                                   | Lozanna                                | 34 Mistrzostwa Europy Teamów           | Kobiety                                | Netherland                             | 3                                      |

## Klasyfikacja
- Wil van Heusden – klasyfikacja WBF (ang.)
- Wil van Heusden – klasyfikacja EBL (ang.)